# Потабенко Віктор Васильович
Ві́ктор Васи́льович Пота́бенко (* 23 квітня 1942, Новосибірськ) — український тренер з академічного веслування, 1981 — заслужений тренер СРСР, заслужений тренер України.

## Короткий життєпис
1978 року закінчив Київський державний інститут фізкультури. Працював тренером в веслувальному клубі «Локомотив» (Київ).
Готував жіночу вісімку, що завоювала срібні медалі на Олімпійських іграх 1980 року та 7 разів ставала чемпіоном світу, 10 разів вигравала чемпіонат СРСР в 1976—1988 роках.
З 2000-х років є старшим тренером команди України.
Під його керівництвом чоловіча вісімка завоювала срібні 2009 року і бронзові — в 2010, також медалі на чемпіонатах Європи.
Працював у США.
Тренує Холязникова Антона.
Винайшов «силовий стенд Потабенка» — спортсмен, щоби розвинути максимальну силу, щоразу збільшує вагу штанги. А коли вже сам не може зрушити штангу з місця, допомагає тренер.

## Нагороди
- Заслужений працівник фізичної культури і спорту України (21 серпня 2020) — за значний особистий внесок у державне будівництво, соціально-економічний, науково-технічний, культурно-освітній розвиток України, вагомі трудові здобутки та високий професіоналізм[2].